# 阿拉伯人去死
「阿拉伯人去死」是一句帶有反阿拉伯情緒的口號，源自以色列。這句話常見於以色列本土、約旦河西岸，以及較小程度上的加沙地帶的示威及騷亂現場。根據使用者的立場與情緒，這句話有時專指反巴勒斯坦情緒，有時則泛指對整體阿拉伯族群，包括非巴勒斯坦阿拉伯人的敵視態度。此口號備受譴責，不少觀察人士認為其背後帶有種族滅絕的傾向。此外，在以色列境外，這句口號亦曾於第二次蘇丹內戰期間，被蘇丹人民解放軍武裝分子使用。

## 歷史

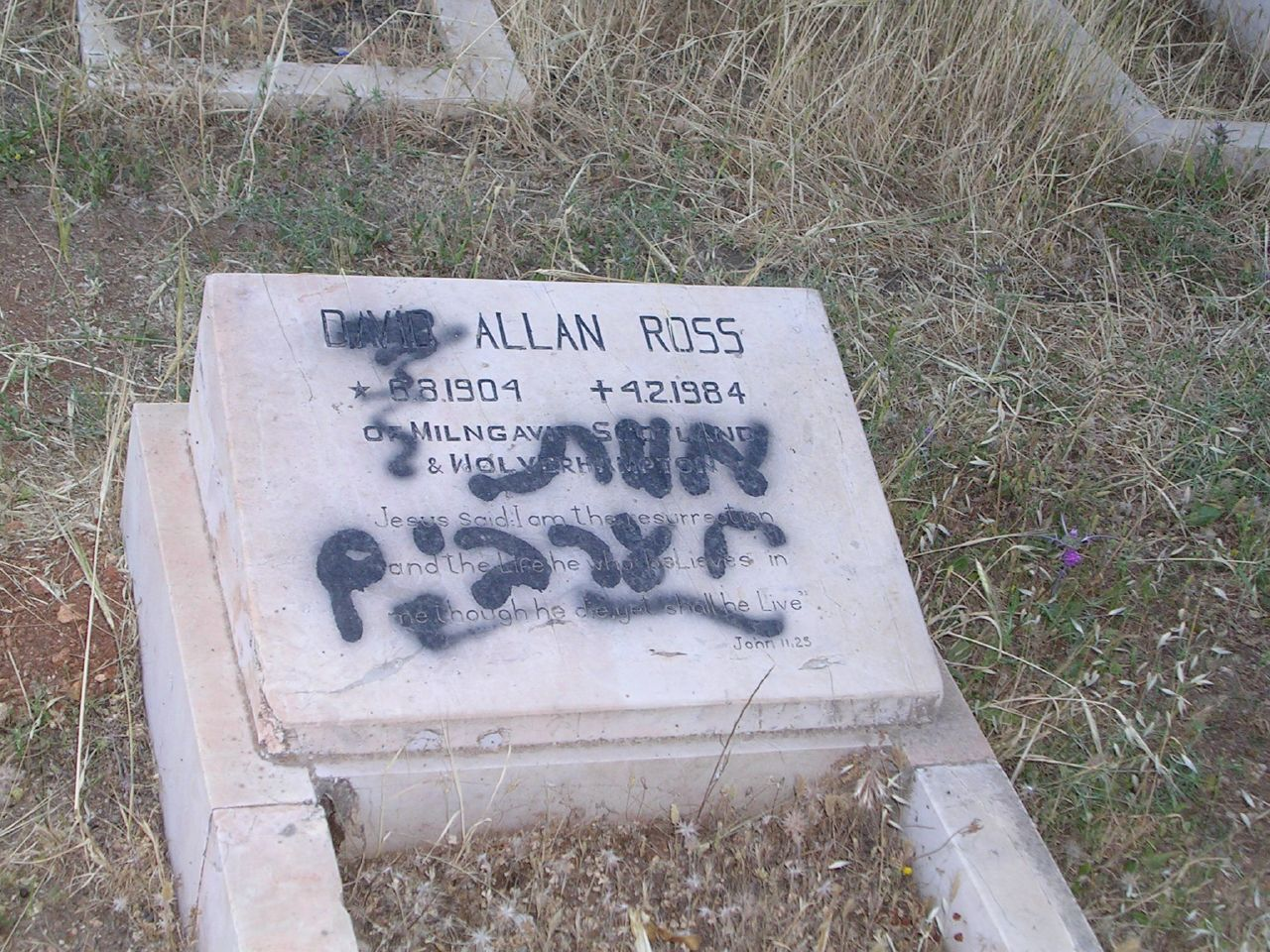
第二次巴勒斯坦大起義後不久，伯利恆一座基督教墳墓遭到褻瀆。塗鴉上用希伯來語寫著「阿拉伯人去死」。

「阿拉伯人去死」這句口號在以色列社會中有一定歷史。早於1980年，有報導指該標語與納粹符號一同出現在海法大學入口處；同一時期，YESH運動更曾呼籲驅逐校內的阿拉伯學生。
極右拉比梅爾·卡漢的支持者曾在耶路撒冷舉行集會，高呼「打倒阿拉伯人」。他所創立的卡契因宣揚種族主義，於1989年遭以色列政府取締。另一極右翼組織勒哈瓦的成員亦曾在多場示威中高喊該口號。
2000年10月，以色列爆發大規模社會騷亂，猶太示威者在街頭襲擊阿拉伯人，口喊「阿拉伯人去死」，造成至少兩名阿拉伯人死亡。2009年期間，以色列是我們的家園黨的支持者在該黨加利利大會期間，曾於路旁向經過車輛高叫該口號。
2012年，一名17歲巴勒斯坦青年賈邁勒·朱拉尼在錫安廣場遭猶太青年圍毆致死，過程中對方不斷高喊「阿拉伯人去死」。2015年，法迪·阿隆在耶路撒冷被以色列安全部隊槍殺後，猶太定居者在遺體前再次喊出相同口號。埃羅爾·阿扎里亞因槍殺巴勒斯坦人而被審訊，該巴勒斯坦人在此前試圖刺傷一名以色列士兵後，遭到槍擊並繳械，受傷倒地，亦引發支持者在大規模集會中高喊「阿拉伯人去死」，而一項調查顯示，高達65%的以色列猶太人支持阿扎里亞的行動。
自1990年代末起，「阿拉伯人去死」逐漸成為以色列足球場的常見口號，尤以耶路撒冷比達足球會球迷最為活躍。2020年阿聯酋與以色列建交後，阿聯酋商人哈馬德·本·哈利法·阿勒納哈揚曾宣佈擬收購該球會一半股權，希望改善其形象。惟交易最終於2022年因球會東主摩西·霍蓋格涉及財務及性罪案調查而告吹。
該口號常見於反阿拉伯塗鴉之中，並在多宗報復性破壞事件後出現。在以色列人被殺事件後，一些猶太群眾亦會呼喊「阿拉伯人去死」作為報復口號。相對地，一些巴勒斯坦人也使用類似口號，例如「Itbah al-Yehud（屠殺猶太人）」。
每年舉行的耶路撒冷日遊行，紀念以色列於1967年佔領東耶路撒冷，期間亦不時出現「阿拉伯人去死」的標語。在2015年、2021年及2024年的遊行中均曾錄得示威者呼喊此口號的情況。

## 反應
以色列社會學者阿米爾·本-波拉特認為，「阿拉伯人去死」這句口號的流行，與以巴衝突演變密切相關，亦反映部分以色列人主張驅逐本國阿拉伯公民的思想。他指出，該口號「源自並得到以色列持續政治文化中某些元素的支撐」，其興起與以色列右翼日益高漲的驅逐論調同步發展。
《國土報》記者奧爾·卡什蒂則指出，該口號在年輕一代中的普及，反映的或許並非以色列教育體制的失效，反而是其「成功推行了某種意識形態」。美國學者伊恩·盧斯蒂克進一步指出，該類言論及其語氣，往往讓對大屠殺歷史敏感者聯想到納粹時代的口號與行為模式。
巴勒斯坦法律學者納德拉·沙爾胡卜-凱沃基安指出，「阿拉伯人去死」等標語已成為以色列定居者在巴勒斯坦空間中建構的「殖民美學景觀」之一，這類訊息與環境共同營造出對被殖民群體的暴力氛圍，並助長針對他們的罪行獲得社會默許。
學者阿納特·里蒙-奧爾則指出，該口號常與米茲拉希猶太人工人階層聯繫在一起，而在以色列自由派猶太人社群中，這些口號所引起的爭議與震驚，有時甚至超越了以色列對阿拉伯人使用致命武力本身所造成的反響。
中東研究所研究員努蘭·阿爾哈姆丹批評存在明顯的雙重標準：「巴勒斯坦人動輒要對『從河流到大海』這類口號作出澄清，即使說明了仍遭人誤解其意圖；反觀『阿拉伯人去死』這種在以色列社會廣為流傳的口號，卻被合理化為『他們不是真的這個意思』。」
阿拉伯改革倡議總監納迪姆·胡里亦認為，以色列民眾高呼該類標語時常被描述為「邊緣現象」，但若阿拉伯人或巴勒斯坦人說出類似言論，則整體社群往往遭到妖魔化與集體定罪。
美國眾議員賈邁勒·鮑曼則表示：「這是一句具種族滅絕色彩的口號——我們應該如實指出其性質。」

## 外部鏈接
- . YouTube (Middle East Eye). 2021-06-16 （英语）.